# O arame
O arame és una òpera de cambra en un acte amb música de Juan Durán sobre un llibret en gallec de Manuel Lourenzo, procedent del text del propi Lourenzo Camiñar polo arame cunha lata de cervexa. Va ser estrenada el 13 de setembre de 2008 al Teatre Colón de la ciutat de La Corunya dins del LVI Festival d'Òpera de La Corunya en una producció de l'Associació d'Amics de l'Òpera de La Corunya amb el mateix Manuel Lourenzo com a director d'escena. L'òpera va ser Premi de la Crítica de Galícia.
La música en l'estrena va ser interpretada pel Grupo Instrumental Siglo XX (agrupació integrada per alguns instrumentistes de l'Orquestra Simfònica de Galícia) sota la batuta del gallec Maximino Zumalave. En l'òpera hi ha únicament dos cantants, una soprano (en l'estrena la pròpia germana del compositor, Carmen Durán) i un baríton (en l'estrena Javier Franco) i en l'escenificació apareixen també dos mims.

## Orquestració
1 flauta, 1 oboè, 1 clarinet, 1 fagot, 1 trompa, timbals, 4 violins, 2 violes, 2 violoncels, 1 contrabaix i piano.